# Петру-Воде
Петру-Воде (рум. Petru Vodă) — село у повіті Нямц в Румунії. Входить до складу комуни Пояна-Теюлуй.
Село розташоване на відстані 298 км на північ від Бухареста, 35 км на північний захід від П'ятра-Нямца, 120 км на захід від Ясс.

## Населення
За даними перепису населення 2002 року у селі проживали 1473 особи, усі — румуни. Усі жителі села рідною мовою назвали румунську.